# الهيئة الإسلامية العليا (القدس)
الهيئة الإسلامية العليا في القدس هي مؤسسة دينية فلسطينية، أُسّست بعد نكسة 1967 في القدس الشرقية، وتُعد من أبرز المرجعيات الإسلامية في المدينة، إذ تضطلع بدور ديني واجتماعي وسياسي، وتسهم في صيانة المقدسات الإسلامية وعلى رأسها المسجد الأقصى، وتمثل صوتًا للقيادة الإسلامية في مواجهة الإجراءات الإسرائيلية بحق المقدسات والأوقاف الإسلامية في القدس.

## التأسيس والمهام
تأسست الهيئة الإسلامية العليا عام 1967، عقب احتلال القدس الشرقية من قبل إسرائيل، وكان من أبرز مؤسسيها الشيخ عبد الحميد السائح، لتكون بديلًا عن وزارة الأوقاف الأردنية التي كانت تُشرف على شؤون الأوقاف والمقدسات في القدس قبل النكسة.
تضطلع الهيئة بدور محوري في إدارة شؤون الأوقاف الإسلامية في القدس، وتصدر البيانات والمواقف حول قضايا المسجد الأقصى، وتشارك في تنسيق فعاليات دينية وثقافية، إضافة إلى متابعتها قضايا التعليم الشرعي، ومساندة القضاء الشرعي في المدينة. يقع مقر الهيئة الإسلامية العليا في البلدة القديمة في القدس، غير بعيد عن المسجد الأقصى، ويُعد موقعها جزءًا من رمزية حضورها الديني والسياسي في المدينة.

## الهيكل الإداري
يرأس الهيئة الإسلامية العليا مفتي القدس والديار الفلسطينية، وتضم الهيئة علماء دين وأعضاء من الأوقاف الإسلامية، ويُنتخب أعضاؤها من قبل هيئات دينية ومجتمعية. وقد تولى رئاستها شخصيات مرموقة، مثل الشيخ عكرمة صبري.

## المواقف والعلاقات
للهيئة دور مركزي في الدفاع عن المسجد الأقصى، وتصدر عنها مواقف قوية في مواجهة الانتهاكات الإسرائيلية بحق المسجد وساحاته، كما تنظم حملات شعبية وتعبوية للدفاع عنه، وتدعو لشد الرحال إليه، خصوصًا خلال الأزمات مثل إغلاق البوابات أو اقتحامات المستوطنين. رغم طابعها الديني، فإن الهيئة لا تفصل بين الدين والسياسة في إطار دفاعها عن القدس، إذ تعلن مواقفها إزاء المخططات الإسرائيلية للتهويد، ورفضها لسياسات مصادرة الأراضي وهدم المنازل، وتُعد مرجعًا معنويًا للفلسطينيين في المدينة المقدسة.
تتعاون الهيئة الإسلامية العليا مع دائرة الأوقاف الإسلامية في القدس، ومجلس الأوقاف والشؤون والمقدسات الإسلامية، كما ترتبط بعلاقات تنسيقية مع دار الإفتاء الفلسطينية ووزارة الأوقاف والشؤون الدينية في السلطة الوطنية الفلسطينية.

## التحديات
تواجه الهيئة الإسلامية العليا تحديات كبيرة في ظل استمرار الاحتلال الإسرائيلي للقدس، وتعرض أعضائها لمضايقات واعتقالات، ومنعهم من دخول الأقصى في بعض الفترات، كما تتعرض مقارها وأعمالها للمراقبة الإسرائيلية المتشددة.

## التأثير المجتمعي
تُشكل الهيئة مرجعية روحية للمقدسيين، وتُسهم في تثبيت الوجود الفلسطيني الإسلامي في المدينة، من خلال خطب الجمعة، والفتاوى الشرعية، والبرامج الدينية التي توجه المجتمع نحو المحافظة على الهوية الإسلامية للقدس.

## رؤساء الهيئة عبر تاريخها
من أبرز من ترأس الهيئة:
- الشيخ عبد الحميد السائح (1967–1972)
- الشيخ سعد الدين العلمي (1972–1986)
- الشيخ عبد القادر عودة (1986–1998)
- الشيخ عكرمة صبري (1998–حتى الآن)[5]